# Inwigilacja (powieść)
Inwigilacja – polski thriller prawniczy autorstwa Remigiusza Mroza wydana nakładem wydawnictwa Czwarta Strona w 2017 roku. Powieść jest piątą częścią serii Joanna Chyłka. Powieść została nagrodzona tytułem Książki Roku 2017 według serwisu lubimyczytać.pl w kategorii Kryminał, sensacja, thriller.
Na podstawie powieści została nakręcona czwarta  seria serialu Chyłka wyprodukowanego przez TVN, emitowana jako Chyłka – Inwigilacja.

## Fabuła
Zaginiony kilkanaście lat temu podczas wakacji w Egipcie chłopiec, Przemysław Lipczyński, odnajduje się na jednym z osiedli w Warszawie. Posługuje się innym imieniem i nazwiskiem – Fahad Al-Jassam, i mimo że rodzice, Anna i Tadeusz Lipczyńscy rozpoznają w nim swojego syna, on sam utrzymuje, że nie ma nic wspólnego z ich zaginionym synem. Chłopak, po przejściu na islam i powrocie do Polski, znalazł się na celowniku służb. Gdy pojawiają się zarzuty, że przygotowuje on zamach terrorystyczny, zwraca się o pomoc do prawniczki, która niegdyś zasłynęła obroną pewnego Roma – mecenas Joanny Chyłki, która niechętnie podejmuje się obrony chłopaka.